# Synagoga Beit Szmuel w Białymstoku
Synagoga Beit Szmuel w Białymstoku (z hebr. Dom Szmuela) – synagoga znajdująca się w Białymstoku przy ulicy Branickiego 3, blisko rzeki Białej.

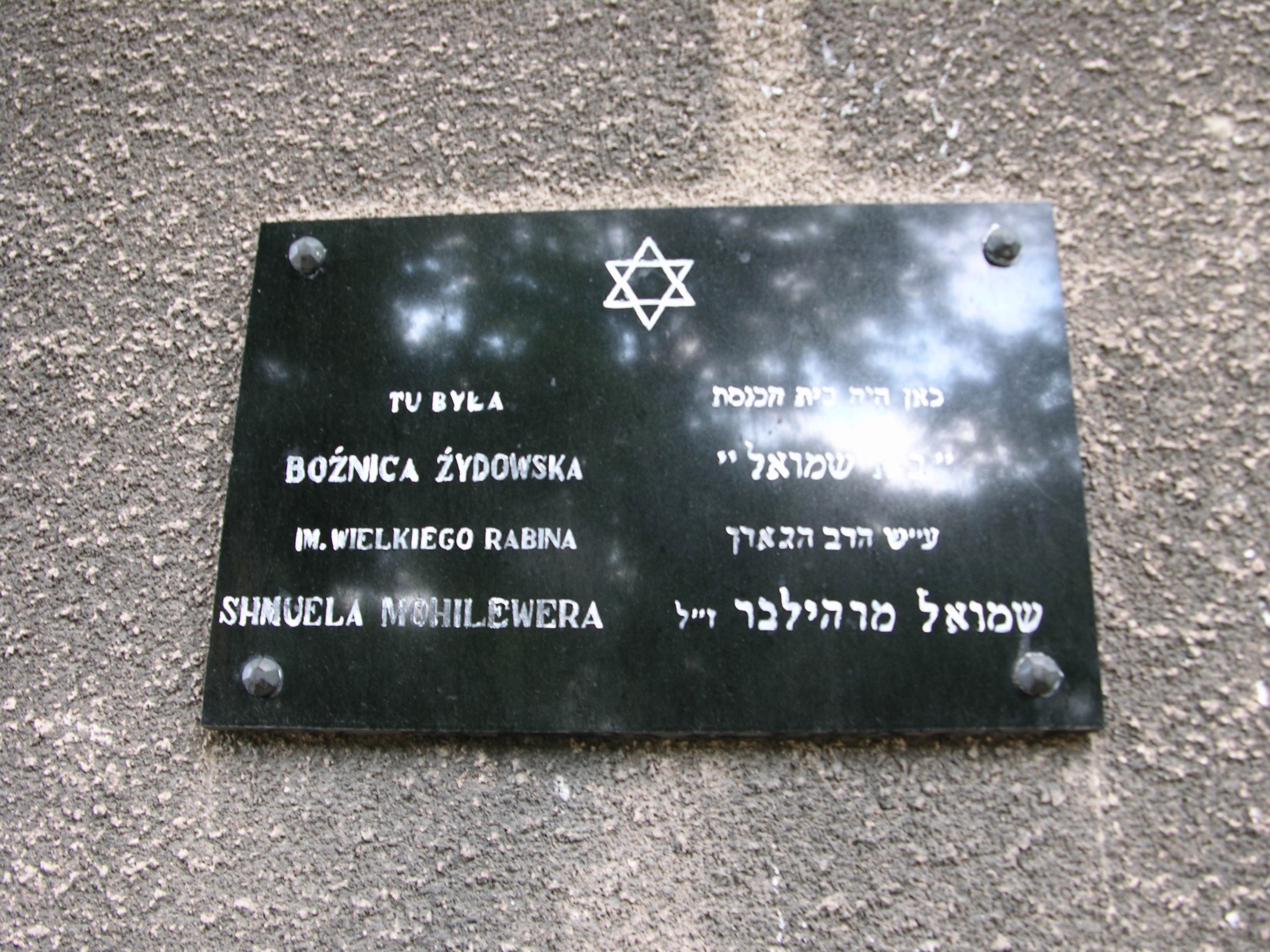
Tablica pamiątkowa na fasadzie synagogi

Synagoga została zbudowana w 1901 roku. Nazwana Beit Szmuel na cześć sławnego białostockiego rabina, wybitnego działacza syjonistycznego Samuela Mohylewera. Podczas II wojny światowej hitlerowcy spalili synagogę, jednak jej sprawna konstrukcja się nie zawaliła.
Po zakończeniu wojny budynek synagogi gruntownie przebudowano z przeznaczeniem na kino, a następnie na klub i halę sportową. Później mieścił się w niej ośrodek szkoleniowy Komendy Wojewódzkiej Policji w Białymstoku, a obecnie siedziba Białostockiego Klubu Sportowego Hetman.
Obecnie budynek jest pozbawiony swojego oryginalnego mauretańskiego wyglądu, w jakim został pierwotnie zbudowany. Od strony podwórza zachowało się sześć oryginalnych półokrągle zakończonych okien oraz apsyda na Aron ha-kodesz.
Na jednej ze ścian znajduje się tablica pamiątkowa w języku polskim i hebrajskim o treści: Tu była Boźnica żydowska im. Wielkiego Rabina Shmuela Mohilewera.
Synagoga Beit Szmuel jest jednym z punktów otwartego w czerwcu 2008 roku Szlaku Dziedzictwa Żydowskiego w Białymstoku opracowanego przez grupę doktorantów i studentów UwB – wolontariuszy Fundacji Uniwersytetu w Białymstoku.